# Pietro Moro (politico)
Pietro Moro (Alessandria, 29 marzo 1829 – Alessandria, 19 dicembre 1900) è stato un politico italiano.

## Biografia
Pietro Moro, nato il 29 marzo 1829 ad Alessandria in una famiglia con solide radici nella professione legale. Seguì le orme paterne, originario della Lomellina, diventando un avvocato specializzato in diritto penale. Si guadagnò una certa notorierà per la sua partecipazione a casi giudiziari di rilievo.
La sua inclinazione politica lo portò a posizionarsi vicino alle idee della Sinistra storica di Paolo Ercole, pur mantenendo una linea centrista. Questo orientamento, unito alla sua attiva partecipazione alla vita pubblica alessandrina, culminò nella sua elezione a consigliere comunale. Profondamente legato agli ideali risorgimentali e veterano della guardia nazionale, ricevette un'importante svolta il 27 agosto 1883, quando venne nominato sindaco facente funzioni di Alessandria, un incarico che gli fu confermato ufficialmente il 5 maggio 1887 attraverso un regio decreto.
In qualità di sindaco, Moro inaugurò il monumento dedicato a Urbano Rattazzi, opera dello scultore Giulio Monteverde, in una cerimonia che vide la partecipazione di re Umberto I. Sotto la sua guida, l'ingegnere Ludovico Straneo fu incaricato di dirigere l'ufficio tecnico del comune, dando avvio al piano regolatore che avrebbe definitivamente rimodellato l'assetto urbano di Alessandria. Straneo fu la mente dietro la trasformazione urbana di Alessandria, ispirata dalle innovazioni parigine dell'epoca di Haussmann. Questo periodo vide anche l'arricchimento del patrimonio monumentale della città, con l'inaugurazione di statue e busti dedicati a figure eminenti. Moro si impegnò inoltre a promuovere l'istruzione pubblica e a migliorare il decoro urbano della città.
Il testo unico della legge comunale e provinciale modificò il processo di nomina del sindaco, attribuendone la responsabilità all'elettorato comunale anziché al ministero dell'interno. Tale cambiamento rafforzò la posizione di Moro, che nel 1889 venne nuovamente eletto sindaco di Alessandria, divenendo il primo ad essere scelto direttamente dal consiglio comunale. Mantenne l'incarico fino al 1895, anno in cui presentò le sue dimissioni.
Durante il suo mandato, la città, fu dunque teatro di significative mutazioni, acquisendo caratteristiche che ancora la definiscono nel XXI secolo. L'espansione industriale fu simboleggiata dal successo della Borsalino, che si affermò come realtà di portata internazionale. Questo periodo vide anche la nascita di importanti istituzioni culturali, sociali e assistenziali, come l'ospedale infantile e la Società di Storia, Arte e Archeologia, tutte espressioni della borghesia liberale che aveva guidato la trasformazione della città fin dal Risorgimento.
La conferma del ruolo centrale di Moro nella comunità alessandrina - anche grazie al sostegno di figure influenti come Paolo Ercole e, successivamente, Giovanni Oddone - arrivò con l'onorificenza di Grande Ufficiale della Corona d'Italia, un riconoscimento che sottolineò il suo ampio apprezzamento. Attorno a lui si raccolse un gruppo di influenti alleati e parenti, noto come Gens Giulia, che occupò posizioni di rilievo nelle istituzioni locali, riflettendo l'impegno di una borghesia progressista e illuminata.
Sotto la sua amministrazione, la città vide importanti sviluppi infrastrutturali, come la creazione di piazza Garibaldi e il riassetto di corso Cento Cannoni. Furono intraprese opere significative come la costruzione di nuovi ponti, l'ampliamento del cimitero e il miglioramento delle infrastrutture sanitarie e educative, con un occhio di riguardo verso la lotta all'analfabetismo. Moro si adoperò anche per la promozione culturale, sostenendo iniziative come il ricreatorio laico per i bambini, il Museo Archeologico e l'Istituto Musicale, ampliandolo e fissando un regolamento in 58 articoli e, per regio decreto, riconsciuto come ente morale. Nel corso del XX secolo sarebbe poi diventato Conservatorio. 
Il 19 dicembre 1900, Pietro Moro si spense, lasciando ad Alessandria un'eredità di profondo rinnovamento. La sua visione e il suo impegno contribuirono a modellare la città in una realtà moderna, pronta ad affrontare le sfide del nuovo secolo con solide fondamenta culturali, sociali ed economiche.